# Johannes Johannis Anthelius
Johannes Johannis Anthelius, född 1618 i Gävle, död 23 juli 1673 i Nederluleå socken, var en svensk kyrkoman och riksdagsman 1655.

## Biografi
Johannes Anthelius var son till professor Johannes Olai Anthelius och  Andreas Petri Grubbs dotter Margareta Grubb, samt bror till Andreas Solenblomma. 1637 inskrevs han vid Uppsala universitet, där han 1645 disputerade för Martinus Gestrinius med De justitia och året därpå för sin bror med Politica de rerumpublicarum formis, varefter han promoverades till magister. Omedelbart erbjöds han tjänsten som conrektor i Gävle, vilket han antog, men begav sig på utrikes studier, till Rostock och Greifswald. 1656 tillträdde han tjänsten som kyrkoherde i Nederluleå socken, men tiden där präglades av en ständig strid mot sockenborna, som anklagade honom för att inte visa de fattiga barmhärtighet.
Anthelius var gift med borgardottern från Gävle, Anna Jöransdotter Folcker, som sedan hon blivit änka gifte om sig med professor Petrus Holm. Sonen Israel Anthelius var kyrkoherde i Hille socken och fick efterkommande i Göteborg. Dennes bror Hans var organist i Värmdö socken, och fick flera efterkommande.